# الاتحاد الإسلامي التركي للشؤون الدينية

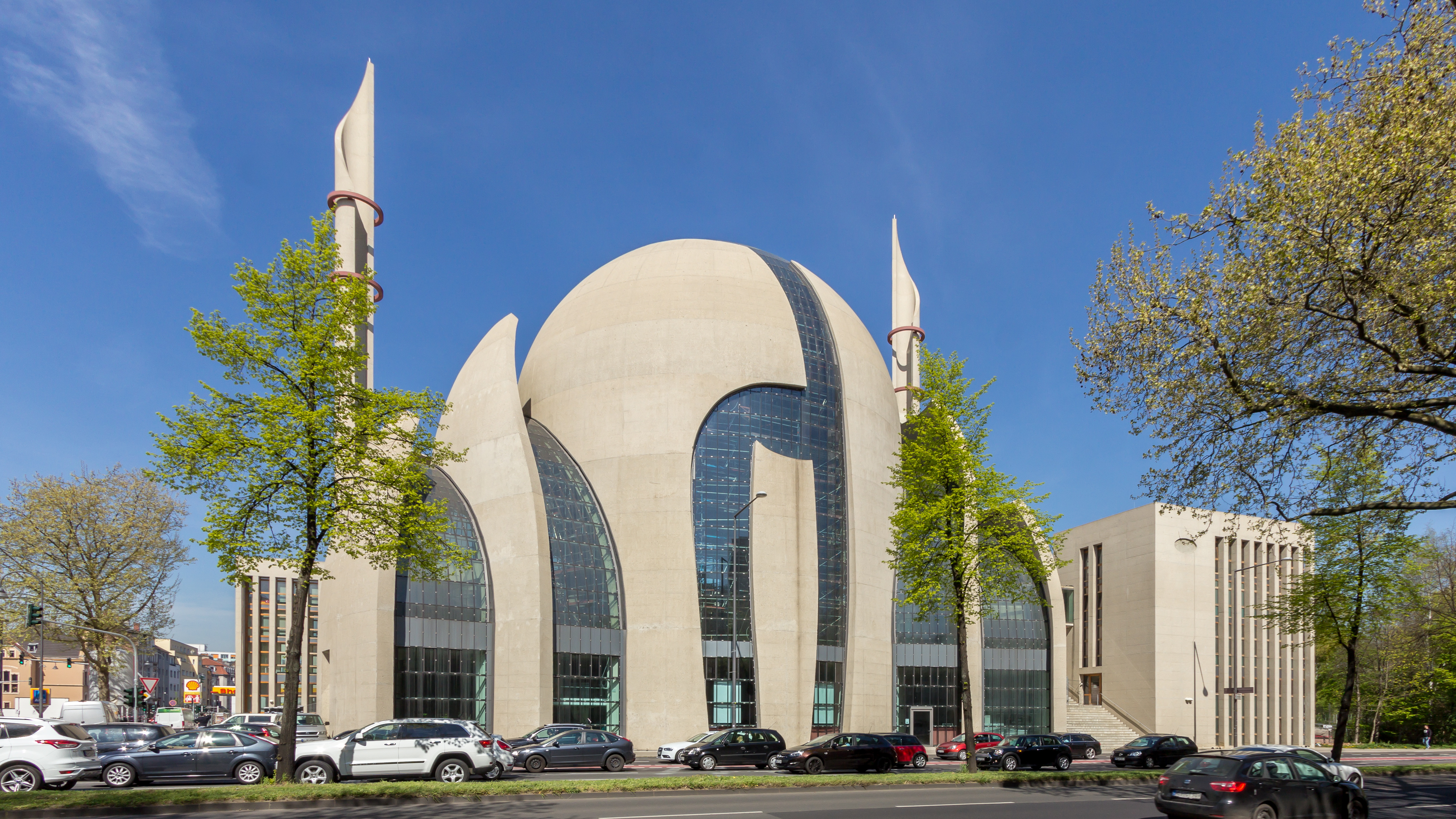
مشروع مسجد كولونيا في كولونيا

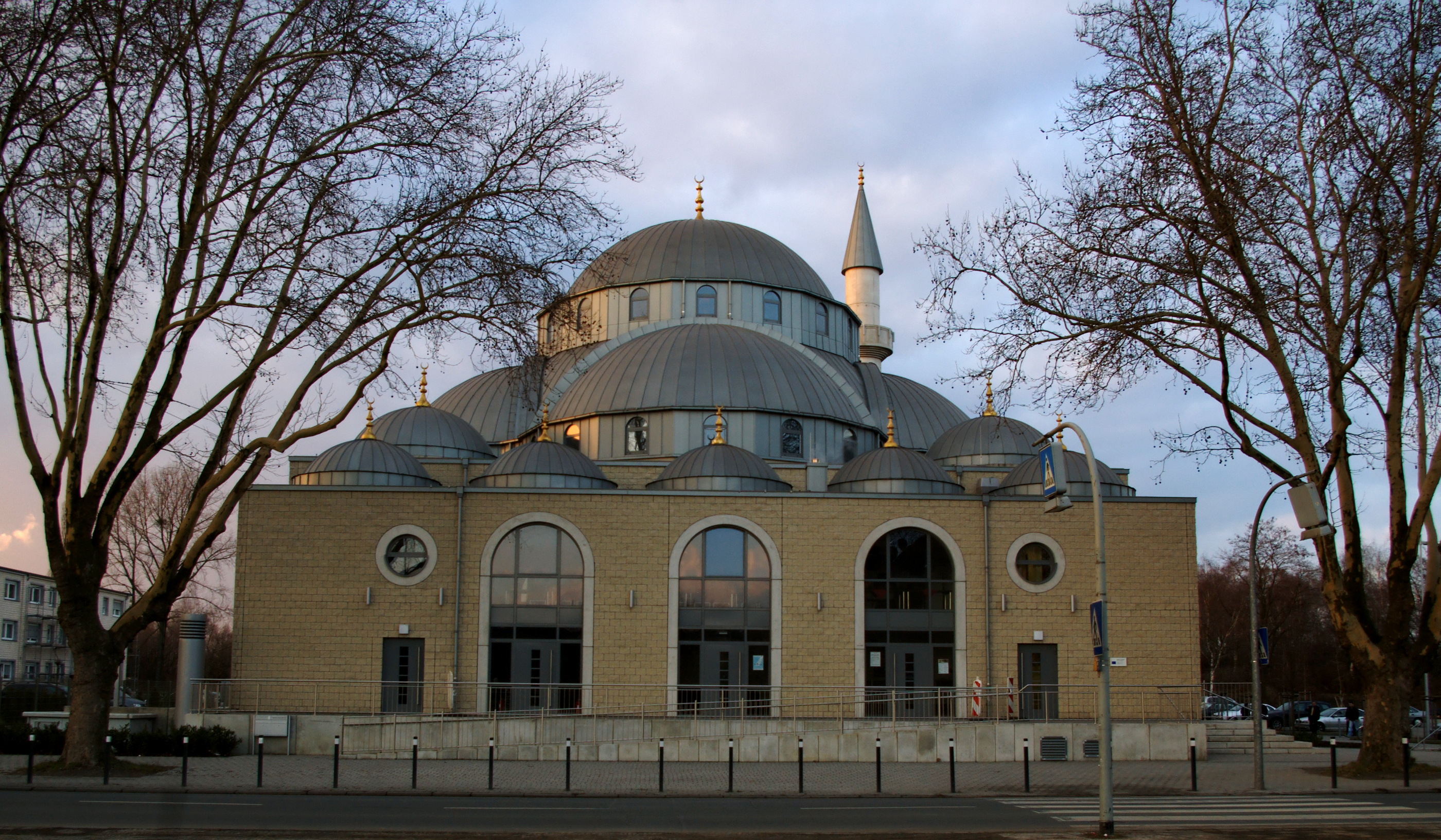
مسجد مركيز في دويسبورغ

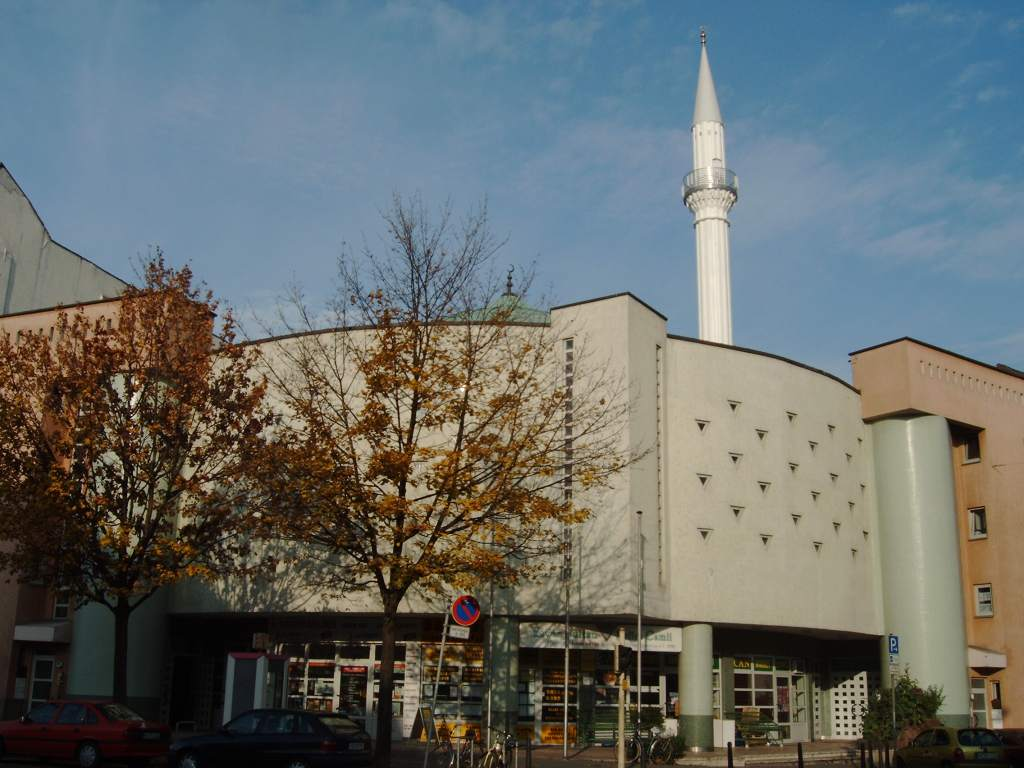
مسجد السلطان سليم الأول في مانهايم

الاتحاد الإسلامي التركي للشؤون الدينية (DİTİB) (بالألمانية: Türkisch-Islamische Union der Anstalt für Religion e.V.)‏؛ (بالتركية: Diyanet İşleri Türk-İslam Birliği)‏ هي إحدى أكبر المنظمات الإسلامية في ألمانيا. تأسست عام 1984 كفرع من رئاسة الشؤون الدينية التركية، يوجد مقرّها الرئيسي في مدينة كولونيا - إهرنفيلد.
منذ من عام 2016، قامت المنظمة بتمويل بناء 900 مسجد في ألمانيا.
يتم تأطير الأئمة والمعلمين الدينيين، المصنفين رسميًا على أنهم موظفون حكوميون في الدولة التركية، في أنقرة وإرسالهم إلى ألمانيا من تركيا. تُعرّف المنظمة نفسها على أنّها مستقلة عن حكومة تركيا.

## المنظمة
تتلقّى المنظمة مساعدة حكومية من وزارة الداخلية الاتحادية الألمانية، في الفترة بين 2012 و2018 تلقى ت المنظمة حوالي 6 ملايين يورو. عندما تأسست في البداية، كانت تضم حوالي 230 جمعية كأعضاء. بحلول عام 2005 وصل العدد لـ870. يتم تسجيل الجمعيات المحلية بشكل مستقل للأغراض القانونية والمالية، ولكنها تشترك في أهداف ومبادئ المنظمة كأساس لها. كما يعترفون بـها كمنظمة مظلة لهم. لديها عدد من المعاهد الاجتماعية والدينية.[بحاجة لمصدر] 
في عام 2018، قطعت وزارة الداخلية الاتحادية جميع الأموال عن المنظمة، بسبب رفضها المشاركة في مسيرة كولونيا لمكافحة الإرهاب في عام 2017.